# Ендорфин (музичка група)
Ендорфин је бенд из Панчева који је постојао од 2006. до 2010. године. Свирао је мешавину попа, панка, алтернативног рока и реге музике. За време свог постојања није остварио очекивани успех, мада је успео да привуче доста публике из целе Србије. Свој постхумни дупли албум „Џанк и сканк“ објављује 12. августа 2012. године.
Стеван Борчић (бубњеви) и Владан Максимовић (гитара, глас) су у априлу 2004. године основали бенд „Флиш ендорфин“, коме се убрзо придружио Златко Влчек на бас-гитари. У то време средњошколски бенд задобија пажњу углавном гимназијске публике и спорадично свира по Панчеву и околним селима. Две године касније долази до промена у бенду. Милан Бјелица долази на место соло гитаре, а Жељко Јевтовић замењује Стевана Борчића на бубњевима. Бенд мења име у Ендорфин и постаје врло популаран на локалном нивоу. На лето исто године промовише своје снимке у рубрици „Сцена“ интернет сајта Попбокс, и остварује значајну популарност на београдској сцени. Учествовали су на компилацији ПГП РТС „Јутро ће променити све?“ 2008. године Држали су концерте у Панчеву, Београду (Ташмајдану, Академији, СКЦ-у), Нишу, Бањој Луци итд.. 
Све до 2010. бенд не успева да стане на ноге и изда албум, због тензије међу члановима и честе промене поставе. Две године после распада Ендорфин издаје дупли албум својих снимака „Џанк и Сканк“, са укупно 18 песама. И ако заједно чине целину, званични албум је „Џанк“, који садржи 13 песама, док је ”Сканк” дигитални албум. Истовремено, бенд је уз овај дупли албум решио да поклони још један дигитални албум под називом „Шанк“, који садржи четири песме снимљене 2008. године. Сва три албума се могу бесплатно преузети са њиховог званичног сајта